# Bunkyō Civic Center
Das Bunkyō Civic Center (jap. 文京シビックセンター Bunkyō shibikku sentā) ist ein Hochhaus in Bunkyo City, Tokyo. Es dient als City Hall von Bunkyo City, einem der 23 special wards von Tokyo Metropolis. Das Gebäude befindet sich in unmittelbarer Nähe zum Tokyo Dome. Die Bunkyo City Hall heißt in Japan Bunkyō-kuyakusho (文京区役所, more literally "Bunkyo ward office").

## Geschichte
Im April 1959 entstand an dem Ort die "Bunkyō City Hall" (engl. für die 文京公会堂 Bunkyō kōkaidō, etwa „Stadthalle Bunkyō“ [im Sinne von städtische Veranstaltungshalle, nicht kuyakusho/„Bezirksrathaus“/"City Hall"]). Es diente als Austragungsort für die ersten Japan Record Awards. Es wurde zunächst als Veranstaltungsfläche genutzt. 1977 wurde ein Verstoß gegen den Brandschutz durch die japanische Regierung festgestellt, die in der Folge das Gebäude schließen ließ. Die Government veranlasste den Abriss der City Hall und ersetzte es 1994 durch das Bunkyō Civic Center.

## Architektur
Erbaut wurde das Hochhaus von der größten Planungsfirma Japans, der Nikken Sekkei. Die offizielle Höhe beträgt rund 141 Meter. Eigentümer ist die Government von Tokyo Metropolis.

## Nutzung
Im Bunkyō Civic Center befinden sich mehrere Verwaltungsbüros der City Bunkyō. Darüber hinaus befinden sich im Gebäude Unterhaltungs- und Tourismusangebote. Das Bürgerbüro befindet sich im dritten und vierten Stock. Die sechste bis 24. Etage werden hauptsächlich für Büros der Cityverwaltung genutzt. Das Notariat befindet sich in der siebten und achten Etage. Die Bunkyo City Assembly, das Gemeindeparlament von Bunkyō, tagt im 24. Stock. In den höchsten Etagen befindet sich eine Aussichtsplattform.
Die Mehrzweckhalle umfasst 1802 Sitzplätze und wird laut eigenen Angaben für künstlerische und kulturelle Veranstaltungen genutzt. Daneben gibt es noch eine weitere Halle, welche mit 325 Sitzplätzen deutlich kleiner ist und überwiegend für Konzerte genutzt wird.
Das Hochhaus ist durch die Bahnhöfe Korakuen und Kasuga an die Netze der Metropolitan U-Bahn und der Tōkyō Metro angeschlossen. Die Umgebung ist ein Umsteigepunkt zwischen vier U-Bahn-Linien (Ōedo, Mita, Namboku und Marunouchi).

## Ansichten

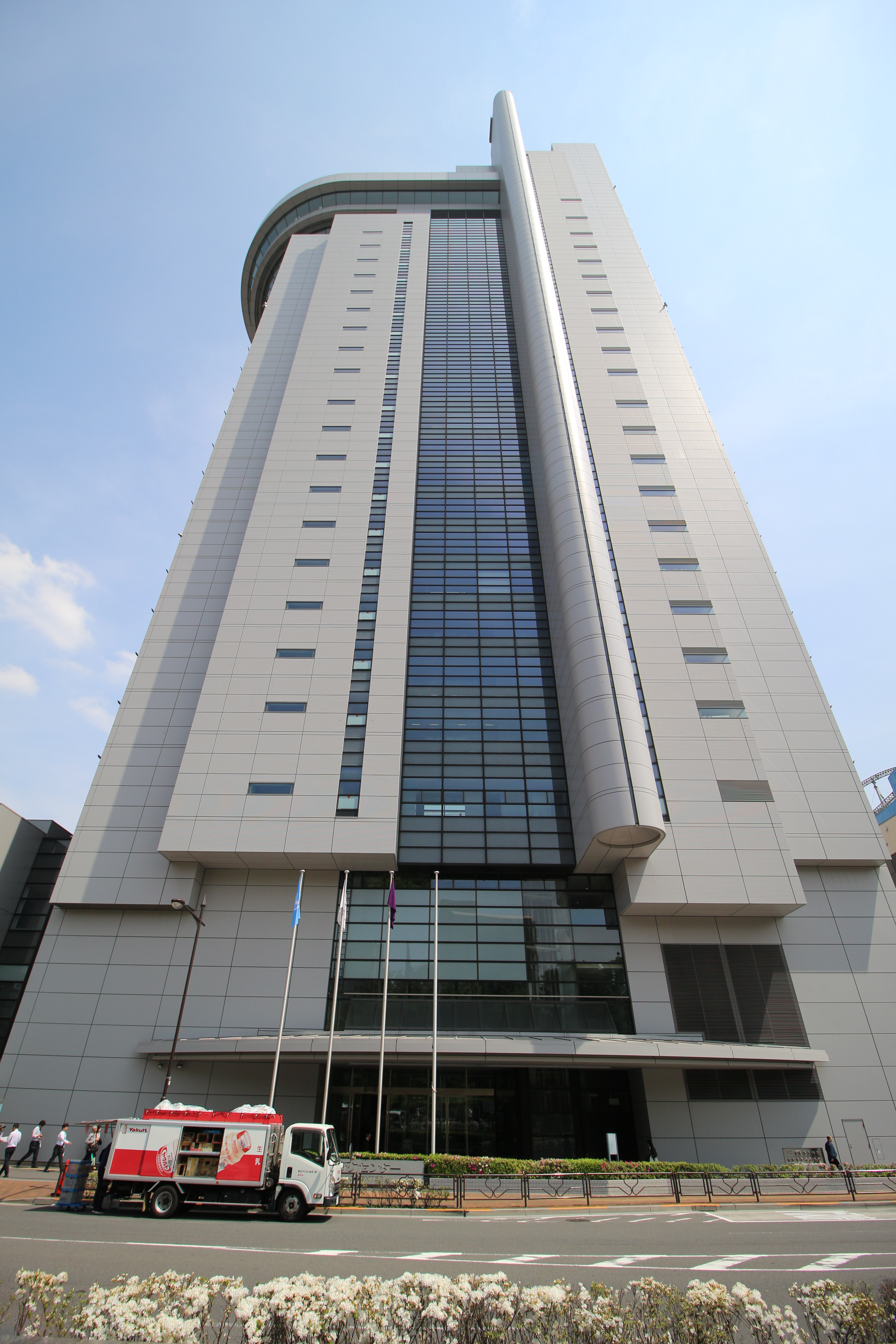
Vorderseite
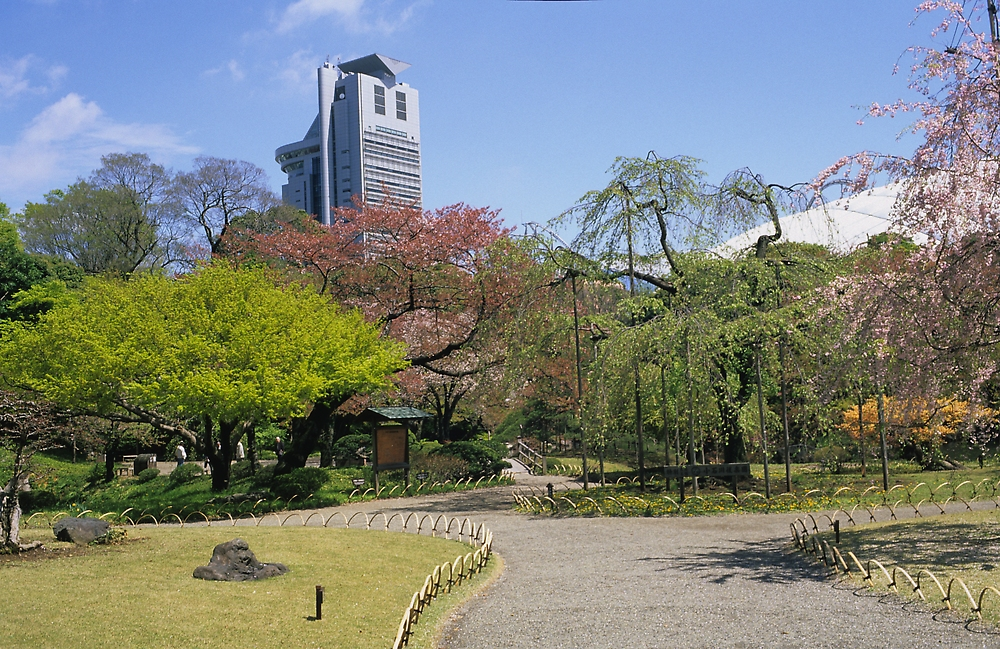
Außenbereich
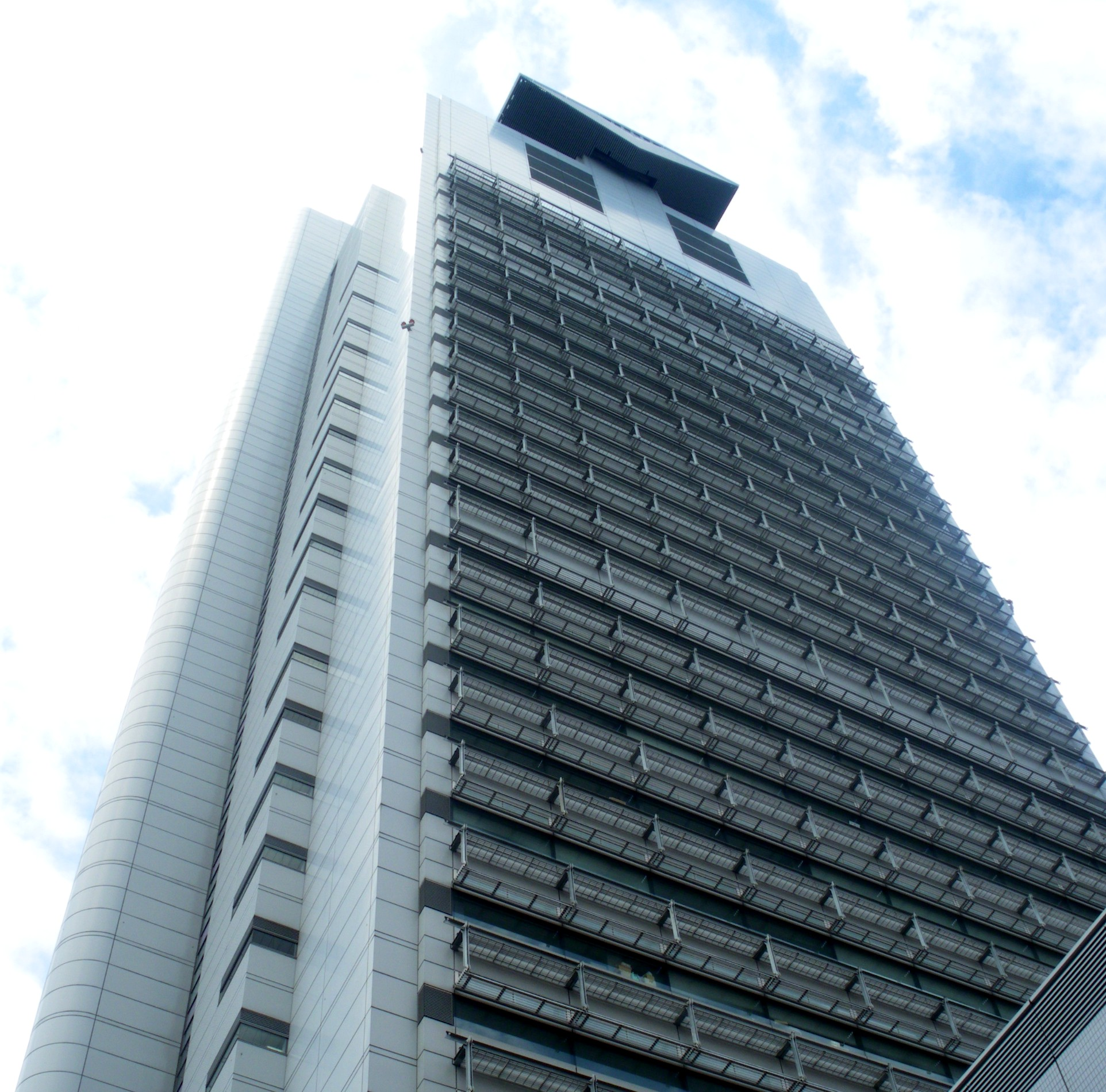
Das Gebäude im Jahr 2009
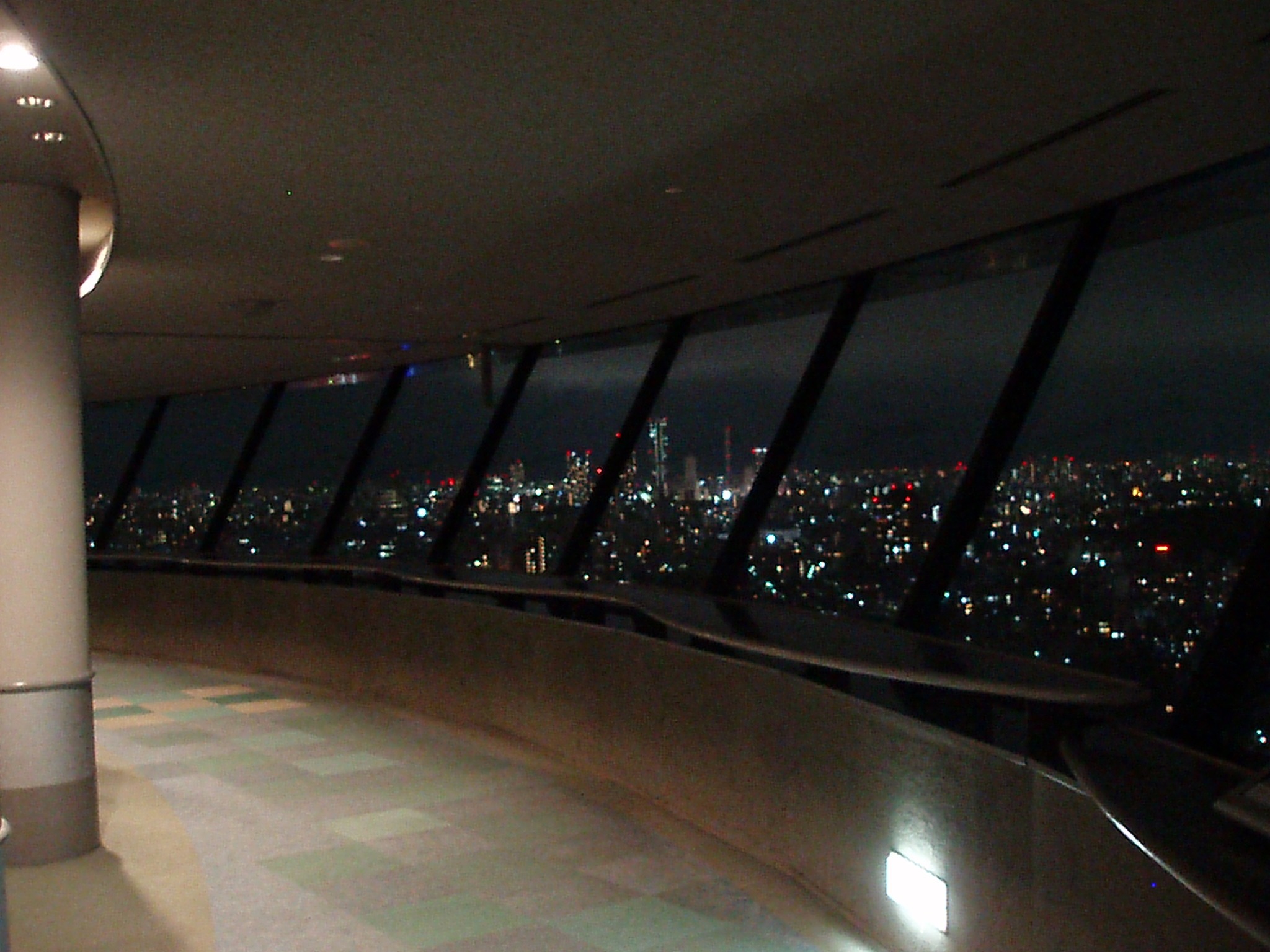
Aussichtsplattform in der Nacht